# NK Široki Brijeg

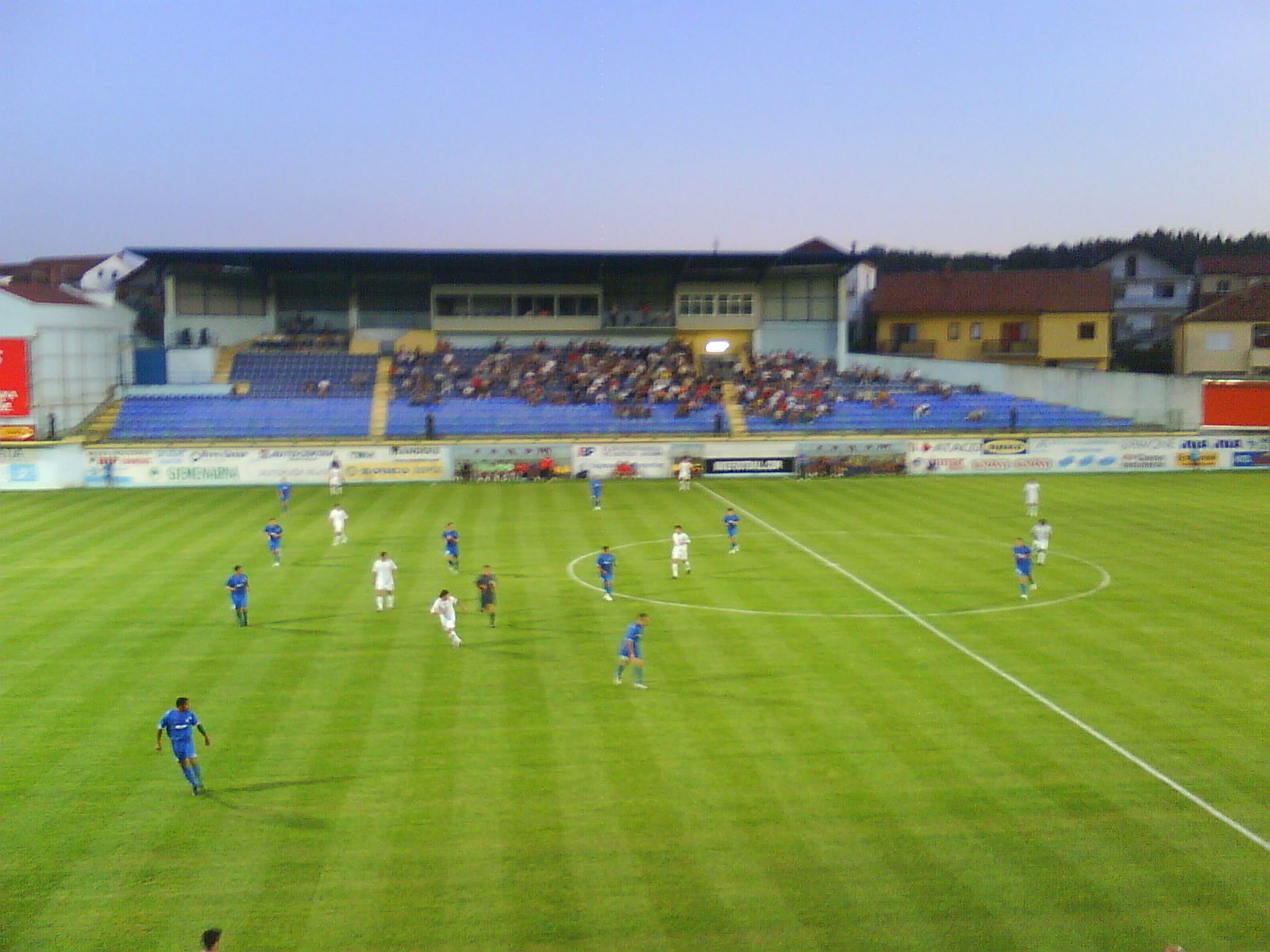
NK Široki Brijeg vs. FC Banants el 9 de julio del 2009.

El NK Široki Brijeg es un club de fútbol herzegovinio de la ciudad de Široki Brijeg. Fue fundado en 1948 y juega en la Premijer Liga.

## Historia
Fue establecido en 1948, pero debido a varias circunstancias, como condiciones desfavorables en Široki Brijeg durante el régimen comunista, tuvieron buen suceso hasta inicios de la década de 1990, convirtiéndose en el equipo más exitoso y mejor organizado de Bosnia y Herzegovina en la actualidad.

## Jugadores

### Plantilla 2024-25
Actualizado el 14 de noviembre del 2024

## Entrenadores
- Ivo Ištuk (2002-2004)
- Zoran Bubalo (2005-2006)
- Ivica Kalinić (2006–2007)
- Toni Karačić (2007-2009)
- Mario Ćutuk (2007-2008)
- Ivan Katalinić (2008-2009)
- Ivica Barbarić (2009)
- Toni Karačić (2009-2010)
- Ivo Ištuk (2010-2011)
- Blaž Slišković (2011)
- Mario Ćutuk (2011)
- Branko Karačić (2011-2012)
- Marijan Bloudek (2012)
- Anto Kokić (interino) (2012)
- Slaven Musa (2012–2016)
- Branko Karacic (2016-)

## Palmarés

### Torneos nacionales
- Premijer Liga (2): 2004, 2006
- Primera Liga de Bosnia y Herzegovina (5): 1994, 1995, 1996, 1997, 1998
- Copa de Bosnia y Herzegovina (3): 2007, 2013, 2017

## Participación en competiciones de la UEFA
| Temporada | Torneo                   | Ronda            | Club                  | Casa | Visita     | Global  |
| --------- | ------------------------ | ---------------- | --------------------- | ---- | ---------- | ------- |
| 2002–03   | UEFA Cup                 | Clasifictoria    | Senec                 | 3–0  | 2–1        | 5–1     |
| 2002–03   | UEFA Cup                 | 1                | Sparta Prague         | 0–1  | 0–3        | 0–4     |
| 2004–05   | UEFA Champions League    | Clasificatoria 1 | Neftchi Baku          | 2–1  | 0–1        | 2–2 (a) |
| 2005–06   | UEFA Cup                 | Clasificatoria 1 | Teuta                 | 3–0  | 1–3        | 4–3     |
| 2005–06   | UEFA Cup                 | Clasificatoria 2 | Zeta                  | 4–2  | 1–0        | 5–2     |
| 2005–06   | UEFA Cup                 | 1                | Basel                 | 0–1  | 0–5        | 0–6     |
| 2006–07   | UEFA Champions League    | Clasificatoria 1 | Shakhtyor             | 1–0  | 1–0        | 2–0     |
| 2006–07   | UEFA Champions League    | Clasificatoria 2 | Hearts                | 0–0  | 0–3        | 0–3     |
| 2007–08   | UEFA Cup                 | Clasificatoria 1 | Koper                 | 3–1  | 3–2        | 6–3     |
| 2007–08   | UEFA Cup                 | Clasificatoria 2 | Hapoel Tel Aviv       | 0–3  | 0–3        | 0–6     |
| 2008–09   | UEFA Cup                 | Clasificatoria 1 | Partizani Tirana      | 0–0  | 3–1        | 3–1     |
| 2008–09   | UEFA Cup                 | Clasificatoria 2 | Beşiktaş              | 1–2  | 0–4        | 1–6     |
| 2009–10   | UEFA Europa League       | Clasificatoria 1 | Banants               | 0–1  | 2–0        | 2–1     |
| 2009–10   | UEFA Europa League       | Clasificatoria 2 | Sturm Graz            | 1–1  | 1–2        | 2–3     |
| 2010–11   | UEFA Europa League       | Clasificatoria 1 | Olimpija Ljubljana    | 3–0  | 2–0        | 5–0     |
| 2010–11   | UEFA Europa League       | Clasificatoria 2 | Austria Wien          | 0–1  | 2–2        | 2–3     |
| 2011–12   | UEFA Europa League       | Clasificatoria 1 | Olimpija Ljubljana    | 0–0  | 0–3        | 0–3     |
| 2012–13   | UEFA Europa League       | Clasificatoria 2 | St Patrick's Athletic | 1–1  | 1–2 (t.e.) | 2–3     |
| 2013–14   | UEFA Europa League       | Clasificatoria 2 | Irtysh                | 2–0  | 2–3        | 4–3     |
| 2013–14   | UEFA Europa League       | Clasificatoria 3 | Udinese               | 1–3  | 0–4        | 1–7     |
| 2014–15   | UEFA Europa League       | Clasificatoria 1 | Gabala                | 3–0  | 2–0        | 5–0     |
| 2014–15   | UEFA Europa League       | Clasificatoria 2 | Mladá Boleslav        | 0–4  | 1–2        | 1–6     |
| 2016-17   | UEFA Europa League       | Clasificatoria 1 | Birkirkara            | 1-1  | 0–2        | 1–3     |
| 2017-18   | UEFA Europa League       | Clasificatoria 1 | Ordabasy              | 2–0  | 0-0        | 2-0     |
| 2017-18   | UEFA Europa League       | Clasificatoria 2 | Udinese               | 0-2  | 1-1        | 1–3     |
| 2018-19   | UEFA Europa League       | Clasificatoria 1 | Domžale               | 2–2  | 1–1        | 3–3 (a) |
| 2019-20   | UEFA Europa League       | Clasificatoria 1 | Kairat                | 1–2  | 1–2        | 2–4     |
| 2021-22   | Europa Conference League | Clasificatoria 1 | Vllaznia              | 3–1  | 0–3        | 3–4     |

### Récord Europeo
| Torneo                             | J  | G  | E | P  | GF | GC | Última aparición |
| ---------------------------------- | -- | -- | - | -- | -- | -- | ---------------- |
| Champions League                   | 6  | 3  | 1 | 2  | 4  | 5  | 2006–07          |
| UEFA Cup / UEFA Europa League      | 44 | 15 | 8 | 21 | 52 | 67 | 2017-18          |
| Liga Europa Conferencia de la UEFA | 2  | 1  | 0 | 1  | 3  | 4  | 2021-22          |
| Total                              | 52 | 19 | 9 | 24 | 58 | 76 |                  |

Fuente:

### Por Resultado
| General   | J  | G  | E | P  | GF | GC | GD  |
| --------- | -- | -- | - | -- | -- | -- | --- |
| Local     | 26 | 11 | 6 | 9  | 34 | 26 | +8  |
| Visitante | 26 | 8  | 3 | 15 | 25 | 50 | -25 |
| Total     | 52 | 19 | 8 | 24 | 59 | 76 | -17 |